# Naturpark Harz/Sachsen-Anhalt (Mansfelder Land)

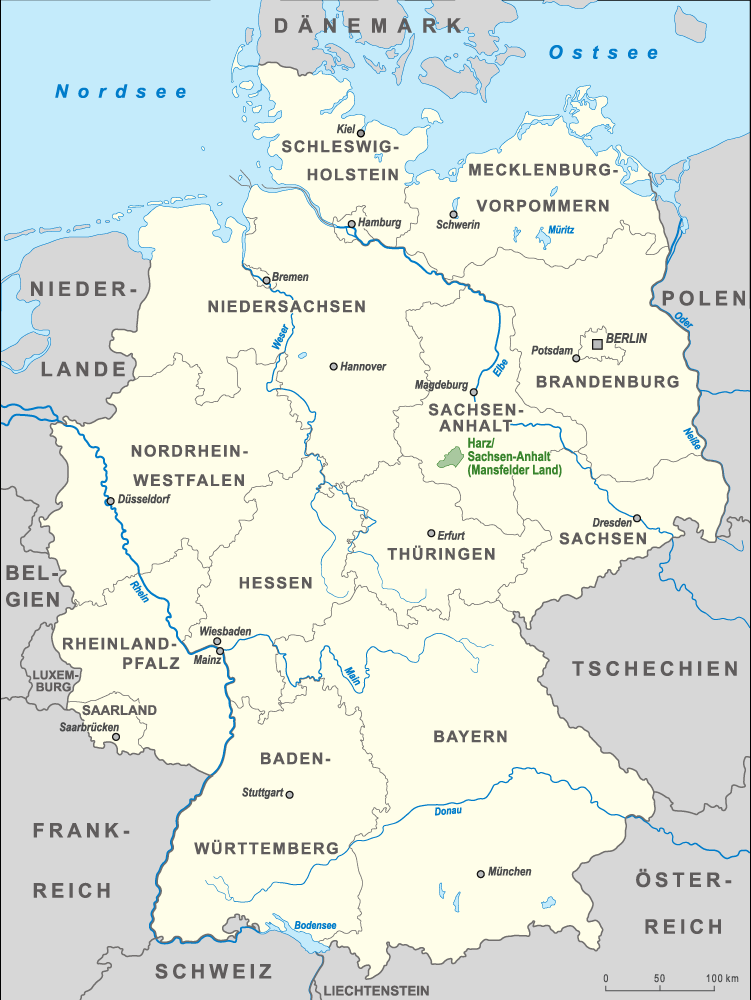
Lage des Naturparks

Der Naturpark Harz/Sachsen-Anhalt (Mansfelder Land) ist ein Naturpark im Landkreis Mansfeld-Südharz. Er wurde am 20. Dezember 2012 durch Umweltminister Hermann Onko Aeikens bei einem Festakt in Arnstein als siebter Naturpark des Landes offiziell proklamiert. Träger ist der Regionalverband Harz e. V. in Quedlinburg.
Der Naturpark umfasst eine Fläche von ca. 25.600 Hektar im Unterharz und östlichen Harzvorland. Im Norden grenzt er an den 2003 gegründeten, fast gleichnamigen Naturpark Harz/Sachsen-Anhalt.